# Ернст Ніферґельт
Ернст Ніферґельт (23 березня 1910 — 1 липня 1999) — швейцарський велогонщик.
Срібний призер Олімпійських Ігор 1936 року в командній шосейній гонці, бронзовий призер 1936 року в груповій шосейній гонці.